# 마쓰자키촌 (돗토리현)
마쓰자키촌(松崎村)은 돗토리현 중부의 도하쿠군에 속했던 촌이다.

## 지리
현재의 유리하마정 마쓰자키 및 아사히(일부)를 마을역으로 하고 있던 마을로, 1940년 당시의 인구는 798명, 세대수는 185였다. 에도기에는 「마쓰자키」 외에 「마츠가사키」(마쓰가사키)라고도 불렸다. 근세부터 주변 지역의 교통·상업의 중심으로서 번창한 지역으로, 후의 토고 마쓰자키정 및 도고정 의 중심 시가지에 해당한다.
과거 구  도고촌과·마쓰자키촌 조합 을 구성하고 있어, 1872년의 도고 온천 이나, 다이쇼 에서 쇼와 초기에 걸친 마쓰자키역 주변에서의 온천(마츠자키 온천)의 발견에 의해 역 앞 에 여관가와 음식점이 되어 발전했다. 메이지 시대 에는 「마쓰자키 아킨도 조합」이 되는 상인 조합이 결성되어 있었다. 다이쇼 시대 부터는 인근 지역에서 특산품 배의 재배가 활발해져 철도를 통해 배 출하가 이루어지게 되었다.
마쓰자키라는 취락이 언제 성립했는지는 확실하지 않지만, 1258년 ( 쇼카 2년) 11월 에 그려진 백야국 가와 무라군 도고소 하지 중분 그림(이하, 도고장 그림 그림이라고 약칭한다)에는 지명 는 적혀 있지 않지만 현재의 마쓰자키의 위치에 마을이 그려져 있기 때문에 요즘에는 이미 마을이 있었다고 추정된다.

## 역사
- 1889년 10월 1일 - 정촌제 시행에 의해 마쓰자키촌이 단독으로 지자체를 형성하여, 나카무라군마쓰자키촌이 성립하였다.
- 1896년 4월 1일 - 나카무라군이 폐지되어 도하쿠군 마쓰자키촌이 되었다.
- 1951년 3월 1일 - 도고촌과 합병해 도고마쓰자키정이 성립하여, 동일 마쓰자키촌은 폐지되었다.

## 교통
- 일본국유철도
  - 산인 본선

## 참고문헌
- 東郷町誌
- 가도카와 일본 지명 대사전31鳥取県
- 松崎尋常小学校編「郷土松崎」
- 鳥取県教育委員会「鳥取県中世城館分布調査報告書 第2集（伯耆編）」